# Hans Kristian Hansson
Pour les articles homonymes, voir Hansson.
 (août 2018).
Hans Kristian Hansson, né en 1895 et mort en 1958, est un juriste et fonctionnaire norvégien.

## Biographie
Il naît à Brunlanes. Il obtient son diplôme de cand.jur. et, en 1929, il a été engagé comme chef de département au ministère de la Justice et de la Police. À partir de la même année, il a été professeur de théologie à l'Université d'Oslo. En 1945, il a été promu sous-secrétaire d'État adjoint au ministère de l'Éducation et des Affaires ecclésiastiques. Il a publié plusieurs livres sur l'église et le droit, dont Norsk kirkerett (1935), Stat og kirke (1945) et Den kristne og retten (1946).